# スピントランジスタ
スピントランジスタ (スピンFET)はトランジスタの一形式。

## 概要
スピントランジスタは強磁性体の電極の間にゲート電極があり、ゲート電圧を印加して磁気抵抗効果によって半導体2次元電子ガスのスピンの向きを制御する。SFETではスピンと電子の軌道の相互作用によるスピンの回転制御、スピンの反転制御を利用する。

## 構造
三つの電極を備える電界効果トランジスタと類似の構造だが、作動原理は異なり、ソースとドレイン電極が強磁性体で中央のゲート電極でスピンを制御する。
磁性体電極からスピン偏極した電子を半導体二次元電子ガスへと注入してこのスピンの向きをスピン軌道相互作用による有効な磁界によって回転させる。スピン軌道相互作用の強さを制御するためにゲート電極の電界を制御すると注入したスピンの向きをドレイン電極のスピンの向きと平行にしたり，反平行にしたりすることによりドレイン電流 の大きさを変える。キャリアスピンが反転すると磁性体ドレイン電極には反転した電子スピンを受け入れる状態密度がないのでドレイン電流 は流れないが、ゲート電圧によってスピンの向きを360度回転させると磁性体ドレイン電極と同じ方向になってドレイン電極に電流は流れこむのでスピンの回転角度をゲート電極で制御する事によって電流のオン・オフを制御する。
2014年9月には京都大学を中心とするグループによって室温での動作が確認され、実用化に向けて前進した。